# Vittaria garhwalensis
Vittaria garhwalensis là một loài dương xỉ trong họ Pteridaceae. Loài này được R.D.Dixit mô tả khoa học đầu tiên năm 1981.
Danh pháp khoa học của loài này chưa được làm sáng tỏ. 